# Donald Duck (dubbelpocketreeks)
Donald Duck Dubbelpocket is een serie van meerdere pocketboeken. Er staan Disney-strips in. Deze strips komen voornamelijk uit Italië en Denemarken. De eerste dubbelpocket verscheen in 1996. Ze bevatten minstens 500 pagina's. Het is een twee keer zo dikke versie van Donald Duck Pocket met minimaal 250 pagina's. In eerste instantie verschenen er twee edities per jaar (rond de zomer en rond de kerst), maar de laatste jaren is de verschijningsfrequentie opgeschroefd tot vier edities per jaar. In mei 2013 waren er 48 delen. Op de rug van de dubbelpocket staat een deel van het gezicht van Donald Duck. Met 5 à 6 opeenvolgende dubbelpockets wordt een volledig gezicht gevormd.
Na de delen 1 t/m 26 kreeg de dubbelpocket een andere voorplaat en een titel. Een overzicht daarvan is hieronder te vinden.
In 2016 werd besloten een punt achter deze serie te zetten. In november 2017 werd de reeks echter weer voortgezet met nummer 61.

## Overzicht (vanaf dubbelpocket 27)
1. Verdwaald in de woestijn
2. De barbaren komen
3. De reclamestrijd
4. Op het slechte pad
5. Voer voor kampioenen
6. Een lot uit de loterij
7. De grote prijs van Duckstad
8. De Tijdwachters
9. Zwarte Magica en het geldmonster
10. Het vraatzuchtige eiland
11. Donaldo de Verschrikkelijke
12. Chaos in de kosmos
13. Het spook van de Ganzenburcht
14. De koelbloedige Donaldakis
15. Het eeuwige vuur van Kalhoa
16. De geheime missie
17. De primeur van de eeuw
18. Heisa in de klas
19. Donald in het stenen tijdperk
20. Trammeland om een trechterfoon
21. Rumoer om een roestbak
22. Gevaar in het bos
23. De hersenspoelmachine
24. Miniducks uit de ruimte
25. Het wonder van zwartwater
26. De heksenafleider
27. De zingende totem
28. De sprekende toverberg
29. Het geheim van de vallei
30. Avontuur in Italië
31. De walvis met de stippen
32. Hypnose voor beginners
33. Avontuur in de ruimte
34. De ontmaskering van Superdonald
35. Dol op Dolly
36. Duizend dubbeltjes
37. Centen voor Superhelden
38. De Nevelpiraat
39. Een wereld vol ideeën
40. Herrie op de heuvel
41. Held van het Wilde Westen
42. De snavelvervormer
43. De heksenhamer
44. Superdonald tegen de Woudlopers
45. Donald's nachtmerrie
46. Volg Katrien
47. Een film van vroeger
48. Het spook van de Caraïbische Zee
49. Geesten voor één nacht
50. De buitenaardse toerist
51. De rode parels van Kapitein Kokos
52. De ongeluksvakantie
53. De Grijpal-steen
54. Een potje pitz
55. Het geheim van de vikingen
56. Diner voor honderd
57. De vergeetachtige fietser
58. De grote reddingsactie

## Dubbelpocket extra / Themapocket
Sinds 2011 wordt er ook Donald Duck Dubbelpocket extra uitgegeven. De verhalen die hier in staan hebben betrekking op één centraal thema. De eerste dubbelpocket extra verscheen in 2011. Er verschijnen vier edities per jaar. Vanaf nummer 16 in de reeksnaam gewijzigd naar "Donald Duck Themapocket".
Op de rug van pockets 1 t/m 4 staat Donald Duck aan het vioolspelen. De pockets 5 t/m 9 laten Donald zien die aan het grasmaaien is. En bij pockets 10 t/m 14 wordt Donald achternagezeten door wespen. De pockets 15 t/m 19 laten Donald zien die de ongediertebestrijding belt. Bij pockets 20 t/m 24 lanceert Donald Knabbel en Babbel.

## Overzicht
1. Monsters
2. Goudkoorts
3. De ruimte in
4. Reis door de tijd
5. Filmsterren!
6. Liefde
7. Reis om de wereld
8. IJzige avonturen
9. Duckankhamon
10. Misdaad in Duckstad
11. Verhalen uit het Verre Oosten
12. Het Mysterie van de Magiërs
13. Het Wilde Westen
14. Spookstad
15. De Vrolijke Keukenprins
16. Gangsters & Oplichters
17. Toppers in Duckstad
18. Geld is Macht
19. Onder Spionnen
20. Op de Boerderij
21. Ongelooflijke Ontdekkingen
22. Reizigers in de Tijd
23. Aan de andere kant van de wereld
24. Held van het heelal
25. Avonturen onder water
26. Op schattenjacht
27. Adel verplicht
28. Is dit nou kunst?
29. Don Zorro
30. Alle vijftien goud
31. Helden van Duckstad
32. Antieke Avonturen
33. Een muis uit duizenden
34. Op volle zee
35. Donald Hoed
36. Duizend-en-één uitvindingen
37. Kopje-onder
38. Schandaal in Duckstad
39. Vergeten werelden
40. Formule Eend
41. Hup Duckstad Hup
42. Goudkoorts
43. Schip ahoi!
44. Mythes en mysteries
45. Legendarische avonturen
46. Het staat in de sterren
47. In vuur en vlam
48. Drama op de planken
49. Hoogvliegers
50. Op het platteland
51. Tijd voor… Rock’n-lol
52. Duckstad in het donker
53. Hocus Pocus
54. Stop, politie
55. Hoge pieken, diepe dalen
56. Naar de maan en terug
57. Op een onbewoond eiland
58. Thuis voor de buis
59. Kunst of knoeiboel?